# Armeniens herrjuniorlandslag i ishockey
Armeniens herrjuniorlandslag i ishockey representerar Armenien i ishockey för herrjuniorer. Laget spelade sin första landskamp den 1 april 2006 i Elektrėnai under juniorvärldsmästerskapets Division III-grupp, och förlorade då med hela 0-50 mot Island.

### Fotnoter
1. ↑  ”Championnat du monde 2006 des moins de 20 ans”. Hockeyarvhives. 2005-2006. http://www.passionhockey.com/hockeyarchives/U-20_2006.htm. Läst 16 december 2013.